# Tylogonus prasinus
Tylogonus prasinus là một loài nhện trong họ Salticidae.
Loài này thuộc chi Tylogonus. Tylogonus prasinus được Eugène Simon miêu tả năm 1902.